# Satan's Playground
Satan's Playground, también conocida como Chemistry, es una película de terror estadounidense de 2006, escrita y dirigida por Dante Tomaselli.
Esta fue la primera aparición de Sandweis desde The Evil Dead de 1981, y también la primera vez que Tomaselli no sirvió como productor en su propia película.

## Argumento
Donna (Felissa Rose) y Frank (Salvatore Paul Piro) Bruno han decidido hacer un viaje a Pine Barrens con su hijo autista Sean (Danny Lopes), su nueva madre Paula (Ellen Sandweiss) y su bebé Anthony (Marco Rose). Cuando su coche se avería en medio del bosque, Frank sale a buscar ayuda y se topa con la casa de la señora Leeds (Irma St. Paule), una quiromancia que vive allí con su hija muda Judy (Christie Sanford) y su hijo. La señora Leeds lo lleva corriendo a la casa, insistiendo en que el diablo de Jersey vive en el bosque. Sin embargo, a pesar de su preocupación, pronto se hace evidente que su familia es igual de peligrosa cuando Judy asesina a Frank.
Una a una, las personas que quedan en el coche salen a buscar a sus familiares perdidos. Donna sale en busca de Frank y es asaltada y capturada por los Leeds. Sean se aleja y se pierde en el bosque. Inicialmente, Paula intenta quedarse en el auto y mantener a su bebé a salvo, pero inevitablemente abandona el auto para investigar un coche patrulla. Sin embargo, en lugar de contener ayuda, contiene el cadáver de un oficial asesinado por el diablo de Jersey. Cuando regresa al coche, descubre que se han llevado a Anthony y sale a buscarlo, lo que la lleva a la casa de los Leeds, donde los Leeds la matan. Sean finalmente llega a la casa de Leeds, donde le leen la palma de la mano y luego lo envían de regreso a la noche, donde es absorbido bajo tierra por lo que parecen ser arenas movedizas. Esto deja con vida sólo a Donna, quien logra escapar sobornando al hijo de Leeds con diazepam. Finalmente llega a un lugar seguro y se despierta en una cama de hospital, donde le dicen que la casa de Leeds ha estado abandonada durante años. Donna logra persuadir a la policía para que revise la casa de Leeds con la esperanza de encontrar a Anthony, solo para que los Leeds asesinen al oficial de policía que la acompaña. Aterrorizada, Donna huye de la casa e intenta una vez más llegar a un lugar seguro, pero luego es asesinada por el diablo de Jersey.

## Reparto
- Felissa Rose como Donna Bruno.
- Ellen Sandweiss como Paula.
- Edwin Neal como Leeds Boy.
- Irma St. Paule como Sra. Leeds
- Danny Lopes como Sean Bruno.
- Christie Sanford como Judy Leeds.
- Ron Millkie como el oficial Peters.
- Salvatore Paul Piro como Frank Bruno.
- Raine Brown como una prostituta.
- Robert Zappalorti como un policía.
- Marco Rose como Baby Anthony.
- Maureen Tomaselli como uns reportera.
- Jessy Hodges una adolescente pérdida.
- Chris Farabaugh como Stoner.
- Garth Johnson como el hombre de capucha roja.

## Recepción
Satan's Playground recibió comentarios de mixtas a positivas y mantiene una calificación de 67% de "fresco" en Rotten Tomatoes, basado en 6 comentarios. En Variety recibió comentarios positivos, señalando que si bien era más accesible que algunas de sus películas anteriores, todavía sería no apelable a todos los espectadores. En general, la revista lo calificó como un "ejercicio ricamente atmosférica con horror surrealista". JoBlo.com y Slant Magazine ambos aprecian la película, y los críticos de JoBlo señalaron que la película fue "un implacable y entretenido circo de horror uber". En Dread Central obtuvo críticas más mixtas, alabando el aspecto de la película como "pulido" mientras crítica las actuaciones y la línea de la historia no lineal.